# D. J. Seeley
Dennis Jerome Seeley (Redding, California; 28 de noviembre de 1989) es un jugador de baloncesto estadounidense. Actualmente milita en el U-BT Cluj-Napoca de la Liga Națională rumana.

## Biografía
Juega en la NCAA en dos universidadades californianas en la Universidad estatal de California en Fullerton y en la Universidad de California. Seeley jugó en Serbia la ABA Liga, la liga adriática, con el Radnicki Kragujevac y anteriormente militó en el Medio Bayreuth alemán.
En 2014 juega en la D-League, donde promedia 19,4 puntos por partido y 4,1 rebotes. Su porcentaje en tiros de 3 puntos es del 44%. 
En abril de 2015 llega al Bàsquet Manresa para suplir la baja del lesionado Mario Little e intentar salvar al equipo catalán del descenso en los últimos partidos de la temporada. Seeeley provenía de la D-League, donde ha competido con los Delaware 87ers, disputando siete partidos con 13 puntos de media, siendo su mejor actuación en la última jornada ante el Real Madrid con 21 puntos.
En la temporada 2015/16 fichó por el Besiktas, donde vistió la elástica otomana en 14 partidos; siete en la Spor Toto Basketball League, promediando 4.1 puntos en 15 minutos; y otros siete encuentros en la Eurocup, con unos guarismos de 7.8 puntos en 16 minutos de media.
En diciembre de 2015, aterriza en el Club Baloncesto Gran Canaria hasta final de temporada para cubrir la baja de Kyle Kuric.
La temporada 2016-17 la jugó en el Maccabi, para regresar la temporada siguiente al Club Baloncesto Gran Canaria, donde disputó la campaña 2017-18.
Tras su paso por el equipo canario, en agosto de 2018 firmó por una temporada con el Lietuvos Rytas lituano.
El 29 de julio de 2019 se hizo oficial su contratación por parte del Casademont Zaragoza por una temporada más otra opcional.
El 3 de diciembre de 2020, D. J. Seeley firma por el Bayern de Múnich de la Basketball Bundesliga, cedido por el Casademont Zaragoza hasta el final de la temporada, en un intercambio con el base estadounidense T. J. Bray.
El 1 de agosto de 2021, firma por el KK Budućnost Podgorica de la Liga Montenegrina de Baloncesto.
El 30 de julio de 2022 fichó por el BCM Gravelines-Dunkerque de la LNB Pro A francesa.